# Stufu
Stufu – wieś w Rumunii, w okręgu Bacău, w gminie Sănduleni. W 2011 roku liczyła 322 mieszkańców.